# 34772 Lirachel
34772 Lirachel è un asteroide della fascia principale. Scoperto nel 2001, presenta un'orbita caratterizzata da un semiasse maggiore pari a 2,5667044 au e da un'eccentricità di 0,1475446, inclinata di 6,68185° rispetto all'eclittica.